# Eluma matae
Eluma matae é uma espécie de bicho-de-conta, descoberta na região Oeste de Portugal, e descrita em 2023, por Julio Cifuentes e  Luis P. da Silva.